# Grace Is Gone
Grace Is Gone (bra: Nossa Vida sem Grace; prt: A Vida sem Grace) é um filme de drama estadunidense de 2007, escrito e dirigido por James C. Strouse e protagonizado por John Cusack.

## Elenco
- John Cusack como Stanley Phillips
- Alessandro Nivola como John Phillips
- Gracie Bednarczyk como Dawn Phillips
- Shélan O'Keefe como Heidi Phillips
- Dana Lynne Gilhooley como Grace Phillips
- Marisa Tomei como mulher no exterior
- Mary Kay Place como mulher no funeral